# Evoluzione del collegio cardinalizio durante il pontificato di Clemente XI
Di seguito è riportata l'evoluzione del collegio cardinalizio durante il pontificato di Clemente XI (23 novembre 1700 – 19 marzo 1721) e la successiva sede vacante (19 marzo – 8 maggio 1721).

## Evoluzione in sintesi
Dopo l'elezione del cardinale Giovanni Francesco Albani, che prese il nome di Clemente XI, il collegio dei cardinali era costituito da 65 porporati.

Clemente XI ha creato 70 cardinali in 15 concistori.

Durante il suo pontificato sono deceduti 64 cardinali e 2 si sono dimessi.
| Data                                    | Avvenimento                                                    | Totale |
| --------------------------------------- | -------------------------------------------------------------- | ------ |
| 23 novembre 1700                        | Elezione del cardinale Giovanni Francesco Albani (Clemente XI) | 65     |
| dal 10 febbraio 1701 al 14 gennaio 1721 | Cardinali creati                                               | +70    |
| dal 10 febbraio 1701 al 14 gennaio 1721 | Cardinali deceduti                                             | -64    |
| dal 10 febbraio 1701 al 14 gennaio 1721 | Cardinali dimessi                                              | -2     |
| 19 marzo 1721                           | Morte di papa Clemente XI                                      | 69     |
| 8 maggio 1721                           | Elezione del cardinale Michelangelo Conti (Innocenzo XIII)     | 68     |

## Composizione per paese d'origine
| Paese                                  | 1700 | 1721 |
| -------------------------------------- | ---- | ---- |
| Ducato di Milano                       | 4    | 4    |
| Repubblica di Venezia                  | 8    | 4    |
| Ducato di Parma e Piacenza             | 1    | 1    |
| Ducato di Modena e Reggio              |      | 1    |
| Repubblica di Genova                   | 5    | 4    |
| Repubblica di Lucca                    |      | 1    |
| Granducato di Toscana                  | 4    | 3    |
| Ducato di Siena                        | 1    | 2    |
| Stato Pontificio                       | 20   | 22   |
| Regno di Napoli                        | 7    | 9    |
| Totale Italia                          | 50   | 51   |
| Confederazione polacco-lituana         | 1    |      |
| Repubblica delle Sette Province Unite  |      | 1    |
| Corona di Boemia                       |      | 1    |
| Regno di Francia                       | 8    | 6    |
| Principato Elettorale di Sassonia      |      | 1    |
| Elettorato di Magonza                  |      | 1    |
| Principato di Fürstenberg-Heiligenberg | 1    |      |
| Regno d'Ungheria                       | 1    | 1    |
| Arciducato d'Austria                   | 1    | 1    |
| Regno di Spagna                        | 3    | 3    |
| Regno del Portogallo                   | 1    | 2    |
| Totale resto Europa                    | 16   | 17   |
| Totale                                 | 66   | 68   |

## Composizione per appartenenza ad ordini religiosi
| Ordine religioso                     | Sigla          | 1700 | 1721 |
| ------------------------------------ | -------------- | ---- | ---- |
| Domenicani                           | O.P.           | 2    | 1    |
| Gerosolimitani                       | O.S.Io.Hieros. | 1    | 1    |
| Oratoriani                           | C.O.           | 2    | 1    |
| Barnabiti                            | B.             | 1    |      |
| Agostiniani                          | O.E.S.A.       | 1    |      |
| Cistercensi                          | O.Cist.        | 1    |      |
| Mercedari                            | O. de M.       | 1    |      |
| Teatini                              | C.R.           |      | 1    |
| Gesuiti                              | S.I.           |      | 3    |
| Totale per Ordini religiosi          | 9              | 6    |      |
| Non appartenenti ad Ordini religiosi | 57             | 62   |      |
| Totale                               | 66             | 68   |      |

## Composizione per concistoro
| Concistoro                | 1700 | 1721 |
| ------------------------- | ---- | ---- |
| 23 giugno 1653            | 1    |      |
| Creati da Innocenzo X     | 1    | 0    |
| 5 agosto 1669             | 2    |      |
| 29 novembre 1669          | 1    |      |
| Creati da Clemente IX     | 3    | 0    |
| 22 dicembre 1670          | 1    |      |
| 24 agosto 1671            | 1    |      |
| 22 febbraio 1672          | 2    | 1    |
| 12 giugno 1673            | 1    |      |
| 27 maggio 1675            | 2    | 1    |
| Creati da Clemente X      | 7    | 2    |
| 1º settembre 1681         | 4    | 1    |
| 2 settembre 1686          | 12   |      |
| Creati da Innocenzo XI    | 16   | 1    |
| 7 novembre 1689           | 1    | 1    |
| 13 febbraio 1690          | 11   | 2    |
| 13 novembre 1690          | 2    | 2    |
| Creati da Alessandro VIII | 14   | 5    |
| 12 dicembre 1695          | 10   | 3    |
| 22 luglio 1697            | 5    | 2    |
| 14 novembre 1699          | 7    |      |
| 21 giugno 1700            | 3    | 1    |
| Creati da Innocenzo XII   | 25   | 6    |
| 17 dicembre 1703          |      | 1    |
| 17 maggio 1706            |      | 12   |
| 7 giugno 1706             |      | 1    |
| 15 aprile 1709            |      | 1    |
| 23 dicembre 1711          |      | 1    |
| 18 maggio 1712            |      | 13   |
| 30 gennaio 1713           |      | 2    |
| 6 maggio 1715             |      | 1    |
| 29 maggio 1715            |      | 4    |
| 16 dicembre 1715          |      | 3    |
| 15 marzo 1717             |      | 1    |
| 12 luglio 1717            |      | 2    |
| 29 novembre 1719          |      | 10   |
| 30 settembre 1720         |      | 2    |
| Creati da Clemente XI     |      | 54   |
| Totale                    | 66   | 68   |

## Elenco degli avvenimenti
| Data              | Avvenimento                                                                                  | Paese                                  | Cardinali |
| ----------------- | -------------------------------------------------------------------------------------------- | -------------------------------------- | --------- |
| 23 novembre 1700  | Elezione papale del cardinale Giovanni Francesco Albani con il nome di Clemente XI (51)      | Stato Pontificio                       | 65        |
| 10 febbraio 1701  | Morte del cardinale Savio Mellini († 56)                                                     | Stato Pontificio                       | 64        |
| 5 luglio 1701     | Morte del cardinale Pier Matteo Petrucci, C.O. († 65)                                        | Stato Pontificio                       | 63        |
| 3 gennaio 1702    | Morte del cardinale Luís de Sousa († 71)                                                     | Regno del Portogallo                   | 62        |
| 4 aprile 1702     | Morte del cardinale Francisco Antonio de Borja-Centelles y Ponce de Léon († 43)              | Regno di Spagna                        | 61        |
| 27 ottobre 1702   | Morte del cardinale Niccolò Radulovich († 74)                                                | Regno di Napoli                        | 60        |
| 11 dicembre 1702  | Morte del cardinale Giacomo Cantelmo († 62)                                                  | Regno di Napoli                        | 59        |
| 11 luglio 1703    | Morte del cardinale Pierre de Bonzi († 72)                                                   | Regno di Francia                       | 58        |
| 17 dicembre 1703  | Concistoro per la creazione di 1 cardinale:                                                  | Stato Pontificio                       | 59        |
| 17 dicembre 1703  | Francesco Pignatelli, C.R. (51)                                                              | Regno di Napoli                        | 59        |
| 4 gennaio 1704    | Morte del cardinale Giambattista Spinola († 88)                                              | Repubblica di Genova                   | 58        |
| 23 febbraio 1704  | Morte del cardinale Enrico Noris, O.E.S.A. († 72)                                            | Repubblica di Venezia                  | 57        |
| 8 marzo 1704      | Morte del cardinale Giovanni Battista Costaguti († 68)                                       | Repubblica di Genova                   | 56        |
| 10 aprile 1704    | Morte del cardinale Wilhelm Egon von Fürstenberg († 74)                                      | Principato di Fürstenberg-Heiligenberg | 55        |
| 5 agosto 1704     | Morte del cardinale Daniele Dolfin († 50)                                                    | Repubblica di Venezia                  | 54        |
| 2 ottobre 1704    | Morte del cardinale Carlo Barberini († 74)                                                   | Stato Pontificio                       | 53        |
| 6 aprile 1705     | Morte del cardinale Urbano Sacchetti († 65)                                                  | Stato Pontificio                       | 52        |
| 13 ottobre 1705   | Morte del cardinale Augustyn Michał Stefan Radziejowski († 59)                               | Confederazione polacco-lituana         | 51        |
| 5 febbraio 1706   | Morte del cardinale Pierre-Armand du Cambout de Coislin († 69)                               | Regno di Francia                       | 50        |
| 17 maggio 1706    | Concistoro per la creazione di 19 cardinali e di 1 in pectore:                               | Stato Pontificio                       | 69        |
| 17 maggio 1706    | Francesco Martelli (73)                                                                      | Granducato di Toscana                  | 69        |
| 17 maggio 1706    | Giovanni Alberto Badoer (57)                                                                 | Repubblica di Venezia                  | 69        |
| 17 maggio 1706    | Lorenzo Casoni (60)                                                                          | Repubblica di Genova                   | 69        |
| 17 maggio 1706    | Lorenzo Corsini (54) (futuro papa Clemente XII)                                              | Granducato di Toscana                  | 69        |
| 17 maggio 1706    | Lorenzo Maria Fieschi (63)                                                                   | Repubblica di Genova                   | 69        |
| 17 maggio 1706    | Francesco Acquaviva d'Aragona (40)                                                           | Regno di Napoli                        | 69        |
| 17 maggio 1706    | Tommaso Ruffo (42)                                                                           | Regno di Napoli                        | 69        |
| 17 maggio 1706    | Orazio Filippo Spada (46)                                                                    | Repubblica di Lucca                    | 69        |
| 17 maggio 1706    | Filippo Antonio Gualterio (46)                                                               | Stato Pontificio                       | 69        |
| 17 maggio 1706    | Christian August von Sachsen-Zeitz (39)                                                      | Ducato di Sassonia-Zeitz               | 69        |
| 17 maggio 1706    | Rannuzio Pallavicino (72)                                                                    | Ducato di Parma e Piacenza             | 69        |
| 17 maggio 1706    | Giandomenico Paracciani (59)                                                                 | Stato Pontificio                       | 69        |
| 17 maggio 1706    | Alessandro Caprara (79)                                                                      | Stato Pontificio                       | 69        |
| 17 maggio 1706    | Joseph-Emmanuel de La Trémoille (46)                                                         | Regno di Francia                       | 69        |
| 17 maggio 1706    | Gabriele Filippucci (75)                                                                     | Stato Pontificio                       | 69        |
| 17 maggio 1706    | Carlo Agostino Fabroni (54)                                                                  | Granducato di Toscana                  | 69        |
| 17 maggio 1706    | Carlo Colonna (40)                                                                           | Stato Pontificio                       | 69        |
| 17 maggio 1706    | Pietro Priuli (37)                                                                           | Repubblica di Venezia                  | 69        |
| 17 maggio 1706    | Nicola Grimaldi (60)                                                                         | Regno di Napoli                        | 69        |
| 26 maggio 1706    | Morte del cardinale Marcantonio Barbarigo († 66)                                             | Repubblica di Venezia                  | 68        |
| 7 giugno 1706     | Concistoro per la creazione di 1 cardinale:                                                  | Stato Pontificio                       | 68        |
| 7 giugno 1706     | Michelangelo Conti (51) (futuro papa Innocenzo XIII)                                         | Stato Pontificio                       | 68        |
| 7 giugno 1706     | Dimissioni del cardinale Gabriele Filippucci (75)                                            | Stato Pontificio                       | 68        |
| 14 agosto 1706    | Morte del cardinale Pedro de Salazar Gutiérrez de Toledo, O. de M. († 76)                    | Regno di Spagna                        | 67        |
| 18 agosto 1706    | Morte del cardinale Luigi Omodei († 49)                                                      | Ducato di Milano                       | 66        |
| 20 gennaio 1707   | Morte del cardinale Leopold Karl von Kollonitsch († 75)                                      | Regno d'Ungheria                       | 65        |
| 17 febbraio 1707  | Morte del cardinale Giambattista Rubini († 64)                                               | Repubblica di Venezia                  | 64        |
| 24 maggio 1707    | Morte del cardinale Henri Albert de La Grange d'Arquien († 93)                               | Regno di Francia                       | 63        |
| 1º agosto 1707    | Concistoro per la creazione di 1 cardinale e pubblicazione di 1 in pectore:                  | Stato Pontificio                       | 65        |
| 1º agosto 1707    | Giuseppe Vallemani (59)                                                                      | Stato Pontificio                       | 65        |
| 1º agosto 1707    | Charles Thomas Maillard de Tournon (38)                                                      | Regno di Sardegna                      | 65        |
| 12 settembre 1707 | Morte del cardinale Étienne Le Camus († 74)                                                  | Regno di Francia                       | 64        |
| 8 aprile 1708     | Morte del cardinale Francesco Nerli († 71)                                                   | Granducato di Toscana                  | 63        |
| 8 ottobre 1708    | Morte del cardinale Jacopo Antonio Morigia, B. († 75)                                        | Ducato di Milano                       | 62        |
| 11 gennaio 1709   | Morte del cardinale Leandro Colloredo, C.O. († 69)                                           | Repubblica di Venezia                  | 61        |
| 15 aprile 1709    | Concistoro per la creazione di 1 cardinale e di 1 in pectore:                                | Stato Pontificio                       | 62        |
| 15 aprile 1709    | Ulisse Giuseppe Gozzadini (58)                                                               | Stato Pontificio                       | 62        |
| 26 maggio 1709    | Morte del cardinale Baldassarre Cenci († 62)                                                 | Stato Pontificio                       | 61        |
| 11 giugno 1709    | Morte del cardinale Marcello d'Aste († 51)                                                   | Regno di Napoli                        | 60        |
| 19 giugno 1709    | Dimissioni del cardinale Francesco Maria de' Medici (48)                                     | Granducato di Toscana                  | 59        |
| 22 luglio 1709    | Concistoro per la pubblicazione di 1 in pectore:                                             | Stato Pontificio                       | 60        |
| 22 luglio 1709    | Antonio Francesco Sanvitale (49)                                                             | Ducato di Parma e Piacenza             | 60        |
| 14 settembre 1709 | Morte del cardinale Luis Manuel Fernández Portocarrero y Guzmán († 74)                       | Regno di Spagna                        | 59        |
| 22 marzo 1710     | Morte del cardinale Sperello Sperelli († 70)                                                 | Stato Pontificio                       | 58        |
| 12 aprile 1710    | Morte del cardinale Marcello Durazzo († 77)                                                  | Repubblica di Genova                   | 57        |
| 8 giugno 1710     | Morte del cardinale Charles Thomas Maillard de Tournon († 41)                                | Regno di Sardegna                      | 56        |
| 26 settembre 1710 | Morte del cardinale Vincenzo Grimani († 55)                                                  | Repubblica di Venezia                  | 55        |
| 9 giugno 1711     | Morte del cardinale Alessandro Caprara († 84)                                                | Stato Pontificio                       | 54        |
| 17 settembre 1711 | Morte del cardinale Giovanni Maria Gabrielli, O.Cist. († 57)                                 | Stato Pontificio                       | 53        |
| 23 dicembre 1711  | Concistoro per la creazione di 1 cardinale:                                                  | Stato Pontificio                       | 54        |
| 23 dicembre 1711  | Annibale Albani (29)                                                                         | Stato Pontificio                       | 54        |
| 9 aprile 1712     | Morte del cardinale Giuseppe Archinto († 60)                                                 | Ducato di Milano                       | 53        |
| 10 maggio 1712    | Morte del cardinale Andrea Santacroce († 56)                                                 | Stato Pontificio                       | 52        |
| 18 maggio 1712    | Concistoro per la creazione di 11 cardinali e di 7 in pectore:                               | Stato Pontificio                       | 63        |
| 18 maggio 1712    | Gianantonio Davia (51)                                                                       | Stato Pontificio                       | 63        |
| 18 maggio 1712    | Agostino Cusani (56)                                                                         | Ducato di Milano                       | 63        |
| 18 maggio 1712    | Giulio Piazza (49)                                                                           | Stato Pontificio                       | 63        |
| 18 maggio 1712    | Antonio Felice Zondadari (46)                                                                | Ducato di Siena                        | 63        |
| 18 maggio 1712    | Armand-Gaston-Maximilien de Rohan-Soubise (37)                                               | Regno di Francia                       | 63        |
| 18 maggio 1712    | Nuno da Cunha e Ataíde (47)                                                                  | Regno del Portogallo                   | 63        |
| 18 maggio 1712    | Wolfgang Hannibal von Schrattenbach (51)                                                     | Arciducato d'Austria                   | 63        |
| 18 maggio 1712    | Luigi Priuli (61)                                                                            | Repubblica di Venezia                  | 63        |
| 18 maggio 1712    | Giuseppe Maria Tomasi, C.R. (62)                                                             | Regno di Sicilia                       | 63        |
| 18 maggio 1712    | Giovanni Battista Tolomei, S.I. (58)                                                         | Granducato di Toscana                  | 63        |
| 18 maggio 1712    | Francesco Maria Casini, O.F.M.Cap. (63)                                                      | Granducato di Toscana                  | 63        |
| 30 giugno 1712    | Morte del cardinale Rannuzio Pallavicino († 78)                                              | Ducato di Parma e Piacenza             | 62        |
| 26 settembre 1712 | Concistoro per la pubblicazione di 4 cardinali in pectore:                                   | Stato Pontificio                       | 66        |
| 26 settembre 1712 | Lodovico Pico della Mirandola (43)                                                           | Ducato di Modena e Reggio              | 66        |
| 26 settembre 1712 | Giovanni Battista Bussi (56)                                                                 | Stato Pontificio                       | 66        |
| 26 settembre 1712 | Pier Marcellino Corradini (54)                                                               | Stato Pontificio                       | 66        |
| 26 settembre 1712 | Curzio Origo (51)                                                                            | Stato Pontificio                       | 66        |
| 21 ottobre 1712   | Morte del cardinale Johann Philipp von Lamberg († 60)                                        | Arciducato d'Austria                   | 65        |
| 1º gennaio 1713   | Morte del cardinale Giuseppe Maria Tomasi, C.R. († 63)                                       | Regno di Sicilia                       | 63        |
| 1º gennaio 1713   | Morte del cardinale Giovanni Francesco Negroni († 83)                                        | Repubblica di Genova                   | 63        |
| 30 gennaio 1713   | Concistoro per la creazione di 1 cardinale, di 1 in pectore e pubblicazione di 3 in pectore: | Stato Pontificio                       | 67        |
| 30 gennaio 1713   | Manuel Arias y Porres, O.S.Io.Hieros. (74)                                                   | Regno di Spagna                        | 67        |
| 30 gennaio 1713   | Benito de Sala y de Caramany, O.S.B.Cas. (66)                                                | Regno di Spagna                        | 67        |
| 30 gennaio 1713   | Melchior de Polignac (51)                                                                    | Regno di Francia                       | 67        |
| 30 gennaio 1713   | Benedetto Erba-Odescalchi (33)                                                               | Ducato di Milano                       | 67        |
| 24 marzo 1713     | Morte del cardinale Toussaint de Forbin-Janson († 81)                                        | Regno di Francia                       | 66        |
| 6 aprile 1714     | Morte del cardinale Gaspare Carpegna († 88)                                                  | Stato Pontificio                       | 65        |
| 17 maggio 1714    | Morte del cardinale Giovanni Alberto Badoer († 65)                                           | Repubblica di Venezia                  | 64        |
| 17 dicembre 1714  | Morte del cardinale Antonio Francesco Sanvitale († 54)                                       | Ducato di Parma e Piacenza             | 63        |
| 18 dicembre 1714  | Morte del cardinale César d'Estrées († 86)                                                   | Regno di Francia                       | 62        |
| 2 marzo 1715      | Morte del cardinale Emmanuel Théodose de La Tour d'Auvergne († 71)                           | Regno di Francia                       | 61        |
| 6 maggio 1715     | Concistoro per la creazione di 1 cardinale:                                                  | Stato Pontificio                       | 62        |
| 6 maggio 1715     | Fabio degli Abati Olivieri (57)                                                              | Stato Pontificio                       | 62        |
| 29 maggio 1715    | Concistoro per la creazione di 1 cardinale, di 3 in pectore e pubblicazione di 1 in pectore: | Stato Pontificio                       | 64        |
| 29 maggio 1715    | Damian Hugo von Schönborn-Buchheim (38)                                                      | Elettorato di Magonza                  | 64        |
| 29 maggio 1715    | Henri-Pons de Thiard de Bissy (58)                                                           | Regno di Francia                       | 64        |
| 2 luglio 1715     | Morte del cardinale Benito de Sala y de Caramany, O.S.B.Cas. († 69)                          | Regno di Spagna                        | 63        |
| 16 dicembre 1715  | Concistoro per la creazione di 4 cardinali e pubblicazione di 3 in pectore:                  | Stato Pontificio                       | 70        |
| 16 dicembre 1715  | Innico Caracciolo (73)                                                                       | Regno di Napoli                        | 70        |
| 16 dicembre 1715  | Bernardino Scotti (59)                                                                       | Ducato di Milano                       | 70        |
| 16 dicembre 1715  | Carlo Maria Marini (48)                                                                      | Repubblica di Genova                   | 70        |
| 16 dicembre 1715  | Niccolò Caracciolo (57)                                                                      | Regno di Napoli                        | 70        |
| 16 dicembre 1715  | Giambattista Patrizi (56)                                                                    | Ducato di Siena                        | 70        |
| 16 dicembre 1715  | Ferdinando Nuzzi (70)                                                                        | Stato Pontificio                       | 70        |
| 16 dicembre 1715  | Nicola Gaetano Spinola (56)                                                                  | Repubblica di Genova                   | 70        |
| 26 agosto 1716    | Morte del cardinale Tommaso Maria Ferrari, O.P. († 66)                                       | Regno di Napoli                        | 69        |
| 12 gennaio 1717   | Morte del cardinale Taddeo Luigi Dal Verme († 75)                                            | Ducato di Parma e Piacenza             | 68        |
| 15 marzo 1717     | Concistoro per la creazione di 1 cardinale e di 1 in pectore:                                | Stato Pontificio                       | 69        |
| 15 marzo 1717     | Giberto Borromeo (45)                                                                        | Ducato di Milano                       | 69        |
| 15 giugno 1717    | Morte del cardinale Fabrizio Spada († 74)                                                    | Stato Pontificio                       | 68        |
| 12 luglio 1717    | Concistoro per la creazione di 1 cardinale:                                                  | Stato Pontificio                       | 69        |
| 12 luglio 1717    | Giulio Alberoni (53)                                                                         | Ducato di Parma e Piacenza             | 69        |
| 28 settembre 1717 | Morte del cardinale Francesco Martelli († 84)                                                | Granducato di Toscana                  | 68        |
| 1º ottobre 1717   | Concistoro per la pubblicazione di 1 cardinale:                                              | Stato Pontificio                       | 69        |
| 1º ottobre 1717   | Imre Csáky (44)                                                                              | Regno d'Ungheria                       | 69        |
| 25 ottobre 1717   | Morte del cardinale Nicola Grimaldi († 71)                                                   | Regno di Napoli                        | 68        |
| 16 novembre 1717  | Morte del cardinale Manuel Arias y Porres, O.S.Io.Hieros. († 79)                             | Regno di Spagna                        | 67        |
| 1º dicembre 1717  | Morte del cardinale Ferdinando Nuzzi († 72)                                                  | Stato Pontificio                       | 66        |
| 21 aprile 1718    | Morte del cardinale Bandino Panciatichi († 88)                                               | Granducato di Toscana                  | 65        |
| 7 novembre 1718   | Morte del cardinale Carlo Bichi († 80)                                                       | Ducato di Siena                        | 64        |
| 27 gennaio 1719   | Morte del cardinale Ferdinando d'Adda († 68)                                                 | Ducato di Milano                       | 63        |
| 14 febbraio 1719  | Morte del cardinale Francesco Maria Casini, O.F.M.Cap. († 70)                                | Granducato di Toscana                  | 62        |
| 25 febbraio 1719  | Morte del cardinale Niccolò Acciaiuoli († 88)                                                | Granducato di Toscana                  | 61        |
| 19 marzo 1719     | Morte del cardinale Giambattista Spinola († 72)                                              | Repubblica di Genova                   | 60        |
| 29 novembre 1719  | Concistoro per la creazione di 9 cardinali e di 1 in pectore:                                | Stato Pontificio                       | 69        |
| 29 novembre 1719  | Léon Potier de Gesvres (63)                                                                  | Regno di Francia                       | 69        |
| 29 novembre 1719  | François de Mailly (61)                                                                      | Regno di Francia                       | 69        |
| 29 novembre 1719  | Giorgio Spinola (52)                                                                         | Repubblica di Genova                   | 69        |
| 29 novembre 1719  | Cornelio Bentivoglio (51)                                                                    | Stato Pontificio                       | 69        |
| 29 novembre 1719  | Thomas Philip Wallrad d'Alsace-Boussut de Chimay (40)                                        | Repubblica delle Sette Province Unite  | 69        |
| 29 novembre 1719  | Luis Antonio Belluga y Moncada, C.O. (56)                                                    | Regno di Spagna                        | 69        |
| 29 novembre 1719  | José Pereira de Lacerda (57)                                                                 | Regno del Portogallo                   | 69        |
| 29 novembre 1719  | Mihály Frigyes von Althan (37)                                                               | Corona di Boemia                       | 69        |
| 29 novembre 1719  | Giovanni Battista Salerni, S.I. (48)                                                         | Regno di Napoli                        | 69        |
| 10 gennaio 1720   | Morte del cardinale Joseph-Emmanuel de La Trémoille († 60)                                   | Regno di Francia                       | 68        |
| 15 marzo 1720     | Morte del cardinale Luigi Priuli († 69)                                                      | Repubblica di Venezia                  | 67        |
| 30 settembre 1720 | Concistoro per la creazione di 2 cardinali e pubblicazione di 1 in pectore:                  | Stato Pontificio                       | 70        |
| 30 settembre 1720 | Gianfrancesco Barbarigo (62)                                                                 | Repubblica di Venezia                  | 70        |
| 30 settembre 1720 | Carlos Borja Centellas y Ponce de León (57)                                                  | Regno di Spagna                        | 70        |
| 30 settembre 1720 | Juan Álvaro Cienfuegos Villazón, S.I. (63)                                                   | Regno di Spagna                        | 70        |
| 19 novembre 1720  | Morte del cardinale Lorenzo Casoni († 75)                                                    | Repubblica di Genova                   | 69        |
| 14 gennaio 1721   | Morte del cardinale Fulvio Astalli († 65 )                                                   | Stato Pontificio                       | 68        |
| 19 marzo 1721     | Morte di papa Clemente XI († 71)                                                             | Stato Pontificio                       | 68        |
| 31 marzo 1721     | Apertura del conclave                                                                        | Stato Pontificio                       | 68        |
| 8 maggio 1721     | Elezione papale del cardinale Michelangelo Conti con il nome di Innocenzo XIII (65)          | Stato Pontificio                       | 67        |